# Discografia de Lil Wayne
A discografia de Lil Wayne, cantor norte-americano, consiste em oito álbuns de estúdio, um EP, vinte e três singles oficiais e noventa e dois vídeoclipes.

## Álbuns de estúdio
| Ano  | Álbum | Melhores posições | Melhores posições | Melhores posições | Melhores posições | Melhores posições | Vendas/Certificações                                   |
| Ano  | Álbum | US                | US R&B            | US Rap            | CAN               | UK                | Vendas/Certificações                                   |
| ---- | --- | ----------------- | ----------------- | ----------------- | ----------------- | ----------------- | ------------------------------------------------------ |
| 1999 | Tha Block Is Hot - Lançamento: 2 de Novembro de 1999 - Gravadora: Cash Money,Universal - Formato: CD, digital download, Cassete                        | 3                 | 1                 | —                 | —                 | —                 | - : Lil wayne 1.700.000 - : Platina                    |
| 2000 | Lights Out - Lançamento: 19 de Dezembro de 2000 - Gravadora: Cash Money,Universal - Formato: CD, digital download, Cassete                             | 16                | 2                 | —                 | —                 | —                 | - : 900.000 - : Ouro                                   |
| 2002 | 500 Degreez - Lançamento: 23 de Julho de 2002 - Gravadora: Cash Money,Universal - Formato: CD, digital download, LP                                    | 6                 | 1                 | —                 | —                 | —                 | - : 800.000 - : Ouro                                   |
| 2004 | Tha Carter - Lançamento: 29 de Junho de 2004 - Gravadora: Cash Money,Universal - Formato: CD, digital download, LP                                     | 5                 | 2                 | 1                 | —                 | —                 | - : 1.800.000 - : Platina                              |
| 2005 | Tha Carter II - Lançamento: 6 de Dezembro de 2005 - Gravadora: Cash Money,Universal - Formato: CD, digital download, LP                                | 2                 | 1                 | 1                 | 26                | —                 | - : 2.500.000 - : 2× Platina                           |
| 2008 | Tha Carter III - Lançamento: 10 de Junho de 2008 - Gravadora: Cash Money,Universal - Formato: CD, digital download, LP                                 | 1                 | 1                 | 1                 | 1                 | 23                | 6.200.000 - : 6× Platina - : 3× Platina - : 3× Platina |
| 2010 | Rebirth - Lançamento: 2 de Fevereiro de 2010 - Gravadora: Young Money,Universal - Formato: CD, digital download, LP                                    | 2                 | 1                 | 1                 | 5                 | 24                | - : 1.500.000 - : platina                              |
| 2010 | I Am Not a Human Being - Lançamento: 27 de Setembro de 2010 - Gravadora: Young Money,Universal - Formato: CD, digital download, LP                     | 1                 | 1                 | 1                 | 4                 | 56                | - : 1.500.000 - : Platina                              |
| 2011 | Tha Carter IV - Lançamento: 29 de Agosto de 2011 - Gravadora: Young Money,Universal - Formato: CD, digital download, LP                                | 1                 | 1                 | 1                 | 1                 | 8                 | - : 5.300.000 - : 5× Platina                           |
| 2013 | I Am Not a Human Being II - Lançamento: 26 de Março de 2013 - Gravadora: Young Money, Cash Money, Republic Records - Formato: CD, digital download, LP | 2                 | 2                 | 1                 | 5                 | 29                | - : 2.000.000 - : 2× Platina - : Ouro                  |

## Singles
| Ano  | Canção                                          | Posições     | Posições | Posições | Álbum                     |
| Ano  | Canção                                          | U.S. Hot 100 | U.S. R&B | U.S. Rap | Álbum                     |
| ---- | ----------------------------------------------- | ------------ | -------- | -------- | ------------------------- |
| 1999 | "Tha Block Is Hot" (feat. Juvenile, BG, & Turk) | 72           | 24       | 27       | The Block Is Hot          |
| 2001 | "Shine" (feat. Birdman, Mickey, & Mack 10)      | 96           | 39       | -        | Lights Out                |
| 2002 | "Way of Life" (feat. Big Tymers & TQ)           | 71           | 23       | 16       | 500 Degreez               |
| 2004 | "Go DJ"                                         | 14           | 4        | 3        | The Carter                |
| 2004 | "Bring It Back" (feat. Mannie Fresh)            | -            | 47       | 19       | The Carter                |
| 2004 | "Earthquake" (feat. Jazze Pha)                  | -            | 73       | 25       | The Carter                |
| 2005 | "Fireman"                                       | 32           | 15       | 10       | The Carter II             |
| 2006 | "Hustler Musik"                                 | 87           | 26       | 16       | The Carter II             |
| 2006 | "Shooter" (feat. Robin Thicke)                  | -            | 97       | -        | The Carter II             |
| 2007 | "Gossip"                                        | 115          | 109      | -        | The Leak                  |
| 2007 | "I'm Me"                                        | 97           | 85       | -        | The Leak                  |
| 2008 | "Lollipop" (feat. Static Major)                 | 1            | 1        | 1        | The Carter III            |
| 2008 | "A Milli"                                       | 1            | 1        | 1        | The Carter III            |
| 2008 | "Got Money" (feat. T-Pain & Mack Maine)         | 10           | 7        | 2        | The Carter III            |
| 2008 | "Mrs. Officer" (feat. Bobby Valentino)          | 16           | 5        | 2        | The Carter III            |
| 2009 | "Prom Queen"                                    | 15           | -        | -        | Rebirth                   |
| 2010 | "Right Above It" (feat. Drake)                  | 6            | 4        | 1        | I Am Not a Human Being    |
| 2010 | "6 Foot 7 Foot" (feat. Cory Gunz)               | 9            | 2        | 2        | Tha Carter IV             |
| 2011 | "John (If I Die Today)" (feat. Rick Ross)       | 22           | 19       | 11       | Tha Carter IV             |
| 2011 | "How to Love"                                   | 5            | 4        | 2        | Tha Carter IV             |
| 2011 | "She Will" (feat. Drake)                        | 3            | 1        | 2        | Tha Carter IV             |
| 2011 | "It's Good" (feat. Jadakiss & Drake)            | 79           | —        | —        | Tha Carter IV             |
| 2011 | "Mirror" (feat. Bruno Mars)                     | 16           | 69       | 25       | Tha Carter IV             |
| 2012 | "My Homies Still" (feat. Big Sean)              | 38           | 20       | 16       | I Am Not a Human Being II |
| 2012 | "No Worries" (feat. Detail)                     | 29           | 7        | 7        | I Am Not a Human Being II |
| 2013 | "Bitches Love Me" (feat. Drake & Future)        | 9            | 4        | 3        | I Am Not a Human Being II |
| 2013 | "Rich as Fuck" (feat. 2 Chainz)                 | 38           | 11       | 8        | I Am Not a Human Being II |

### Participações em singles
| Ano  | Canção | Posições    | Posições | Posições | Álbum                                     |
| Ano  | Canção | EUA Hot 100 | EUA R&B  | EUA Rap  | Álbum                                     |
| ---- | --- | ----------- | -------- | -------- | ----------------------------------------- |
| 1999 | "Back That Azz Up" (Juvenile feat. Lil Wayne & Mannie Fresh)                                                                           | 18          | 5        | 4        | 400 Degreez                               |
| 1999 | "Bling Bling" (B.G. feat. Juvenile, Lil Wayne, Turk, & Big Tymers)                                                                     | 36          | 13       | 10       | Chopper City in the Ghetto                |
| 2000 | "#1 Stunna" (Big Tymers feat. Juvenile & Lil Wayne)                                                                                    | –           | 24       | –        | I Got That Work                           |
| 2002 | "Neva Get Enuf" (3LW feat. Lil Wayne)                                                                                                  | -           | 118      | -        | A Girl Can Mack                           |
| 2004 | "Soldier" (Destiny's Child feat. T.I. & Lil Wayne)                                                                                     | 3           | 3        | –        | Destiny Fulfilled                         |
| 2004 | "Get Your Shine On" (Birdman rapper feat. Lil Wayne)                                                                                   | –           | 65       | –        | Fast Money                                |
| 2004 | "Neck of the Woods" Birdman rapper feat. Lil Wayne)                                                                                    | –           | 71       | –        | Fast Money                                |
| 2005 | "Tell Me" (Bobby Valentino feat. Lil Wayne)                                                                                            | 51          | 13       | –        | Bobby Valentino                           |
| 2005 | "Don't Trip" (Trina feat. Lil Wayne)                                                                                                   | –           | 74       | –        | Glamorest Life                            |
| 2006 | "Gimme That (remix)" (Chris Brown feat. Lil Wayne)                                                                                     | 15          | 5        | –        | Chris Brown                               |
| 2006 | "Touch It or Not" (Cam'ron feat. Lil Wayne)                                                                                            | 71          | 62       | 25       | Killa Season                              |
| 2006 | "Hollywood Divorce" (OutKast feat. Lil Wayne & Snoop Dogg)                                                                             | -           | 120      | -        | Idlewild                                  |
| 2006 | "Holla at Me" (DJ Khaled feat. Lil Wayne, Paul Wall, Fat Joe, Rick Ross, & Pitbull)                                                    | 59          | 24       | 15       | Listennn... the Album                     |
| 2006 | "You Know What" (Avant feat. Lil Wayne)                                                                                                | –           | 58       | –        | Director                                  |
| 2006 | "Make It Rain" (Fat Joe feat. Lil Wayne)                                                                                               | 13          | 6        | 2        | Me, Myself, and I                         |
| 2006 | "You" (Lloyd feat. Lil Wayne) | 9           | 1        | –        | Street Love                               |
| 2001 | "We Takin' Over" (DJ Khaled feat. Akon, T.I., Rick Ross, Fat Joe, Birdman, & Lil Wayne)                                                | 28          | 26       | 11       | We the Best                               |
| 2001 | "Lock U Down" (Mýa feat. Lil Wayne) | –           | 101      | –        | Liberation                                |
| 2001 | "9mm" (David Banner feat. Akon, Lil Wayne, & Snoop Dogg)                                                                               | –           | 66       | –        | Greatest Story Ever Told                  |
| 2001 | "Uh-Ohhh!" (Ja Rule feat. Lil Wayne)                                                                                                   | –           | 69       | –        | The Mirror                                |
| 2001 | "Pop Bottles" (Birdman feat. Lil Wayne)                                                                                                | 38          | 15       | 6        | Five Star Stunna                          |
| 2001 | "Duffle Bag Boy" (Playaz Circle feat. Lil Wayne)                                                                                       | 15          | 4        | 2        | Supply & Demand                           |
| 2001 | "Sweetest Girl (Dollar Bill)" (Wyclef Jean feat. Akon & Lil Wayne)                                                                     | 12          | 110      | –        | Carnival Vol. II: Memoirs of an Immigrant |
| 2001 | "I'm So Hood (remix)" (DJ Khaled feat. T-Pain, Young Jeezy, Ludacris, Busta Rhymes, Big Boy, Lil Wayne, Fat Joe, Birdman, & Rick Ross) | 19          | 9        | 5        | We the Best                               |
| 2001 | "100 Million" (Birdman feat. Rick Ross, Dre, Young Jeezy, & Lil Wayne)                                                                 | 118         | 69       | –        | Five Star Stunna                          |
| 2008 | "Love in This Club, Part II" (Usher feat. Beyoncé & Lil Wayne)                                                                         | 18          | 7        | –        | Here I Stand                              |
| 2008 | "I Run This" (Birdman featuring Lil Wayne)                                                                                             | 110         | 79       | –        | 5 Star Stunna                             |
| 2008 | "Girls Around the World" (Lloyd featuring Lil Wayne)                                                                                   | 64          | 13       | –        | Lessons in Love                           |
| 2008 | "Can't Believe It" (T-Pain feat. Lil Wayne)                                                                                            | 7           | 2        | –        | Thr33 Ringz                               |
| 2008 | "My Life" (The Game feat. Lil Wayne)                                                                                                   | 21          | 16       | 4        | L.A.X.                                    |
| 2008 | "Swagga Like Us" (Jay-Z feat. T.I., Kanye West & Lil Wayne)                                                                            | 5           | 11       | 4        | Paper Trail/The Blueprint 3               |
| 2008 | "I'm So Paid" (Akon feat. Lil Wayne & Young Jeezy)                                                                                     | 31          | 67       | –        | Freedom                                   |
| 2009 | "Turnin' Me On" (Keri Hilson feat. Lil Wayne)                                                                                          | -           | -        | -        | In a Perfect World                        |
| 2009 | "Down" (Jay Sean feat.Lil Wayne) | 1           | 1        | 1        | All or Nothing                            |
| 2009 | "Revolver" (Madonna feat. Lil Wayne)                                                                                                   | -           | -        | –        | Celebration                               |
| 2009 | "Give It Up To Me" (Timbaland feat. Shakira & Lil Wayne)                                                                               | -           | –        | -        | Shock Value 2                             |
| 2009 | "I Can Transform Ya" (Chris Brown feat. Lil Wayne & Swizz Beatz)                                                                       | -           | –        | -        | Graffiti                                  |
| 2011 | "Look at Me Now" (Chris Brown feat. Busta Rhymes & Lil Wayne)                                                                          | 6           | 1        | 1        | F.A.M.E.                                  |
| 2011 | "Red Nation" (The Game feat. Lil' Wayne)                                                                                               | 62          | 122      | -        | The R.E.D. Album                          |

## EP
- The Leak (2007)
- In Tune We Trust (2017)

### Colaborações
- True Story (Lil Wayne & B.G.)
- Get It How U Live!! (Hot Boys)
- Guerrilla Warfare (Hot Boys)
- Let ‘Em Burn (Hot Boys)
- Like Father, Like Son (Lil Wayne & Birdman)
- We Are Young Money (Young Money)
- Rich Gang: Flashy Lifestyle (Rich Gang)
- Rise Of An Empire (Young Money)
- Collegrove (2 Chaiz & Lil Wayne)
- T-Wayne (Lil Wayne & T-Pain)

### Mixtapes Oficiais
- Sqad Up – SQ1 (2002)
- Sqad Up – SQ2 (2002)
- Sqad Up – SQ3 (2002)
- Sqad Up – SQ4 (2002)
- Sqad Up – SQ5 (2003)
- Sqad Up & Birdman – SQ6 (2003)
- Sqad Up – SQ6: The Remix (2003)

- Da Drought (2003)
- SQ7/10,000 Bars (2004)
- Da Drought 2 (2004)
- The Prefix (2004)
- Dedication (2005)
- Young Money The Mixtape Vol. 1 (2005)
- The Suffix (2005)
- Lil Weezy Ana Vol. 1 (2006)
- The Carter Files (2006)
- The W. Carter Collection (2006)
- The W. Carter Collection 2 (2006)
- Dedication 2 (2006)
- Blow (2006)
- The Carter #2 (Like Father, Like Son) (2006)
- Da Drought 3 (2007)
- Dedication 3 (2008)
- No Ceilings (2009)
- Sorry 4 The Wait (2011)
- Dedication 4 (2012)
- Dedication 5 (2013)
- Sorry 4 The Wait 2 (2014)
- No Ceilings 2 (2015)
- Dedication 6 (2017)
- Dedication 6: Reloaded (2018)
- No Ceilings 3 - A Side (2020)
- No Ceilings 3 - B Side (2020)